# Железничка станица Брестовац
Железничка станица Брестовац је једна од станица на прузи Ниш-Прешево. Налази се у насељу Брестовац у граду Лесковцу. Пруга се наставља ка Печењевцу у једном и Дољевцу у другом смеру. Железничка станица Брестовац састоји се из 3 колосека.